# Valtesse de La Bigne
Émilie-Louise Delabigne, dite Valtesse de La Bigne, est une demi-mondaine française née le 13 juillet 1848 à Paris et morte le 29 juillet 1910 à Ville-d'Avray,.

## Biographie

### Jeunesse et ascension dans le milieu de la prostitution
Née le 13 juillet 1848 à Paris, Émilie Louise Delabigne est une lingère d'origine normande s'adonnant à la prostitution. Elle est la fille illégitime d'un père violent et alcoolique et d'Émilie Victoire Delabigne qui entre comme lingère en 1844 dans l'institution où le père travaille comme professeur. Installés en ménage rue du Paradis-Poissonnière, ils eurent sept enfants illégitimes.
Émilie Louise Delabigne travaille dès l'âge de 10 ans dans un atelier de confection de la capitale. À 13 ans, elle est violée dans la rue par un vieil homme. Elle pose pour le peintre Corot, dont l'atelier se situe dans son quartier et qui apprécie de peindre des jeunes gens. Elle commence à se prostituer très jeune, faisant partie des « lorettes », n'étant ni une grisette, ni encore une demi-mondaine. Cette prostitution est clandestine, se faisant souvent sous les porches et avec le risque d'être arrêtée par la police et de se faire couper les cheveux en punition.
Visant rapidement des clients fortunés, elle fréquente le bal Mabille le dimanche et travaille dans une brasserie à filles du Champ-de-Mars, fréquentée par des militaires gradés, ce qui lui permet de rêver à une ascension sociale. Elle rencontre alors un jeune homme de 20 ans, Richard Fossey, dont elle tombe amoureuse et qui lui fait deux enfants ; mais elle n'abandonne pas la prostitution et celui-ci la quitte deux ans plus tard sans l'avoir épousée. Elle confie alors ses deux filles à la garde de sa mère, en plaçant une — Julia Pâquerette — plus tard au couvent, craignant que sa mère ne la prostitue.
Elle prend le pseudonyme de « Valtesse » pour sa proximité sémantique avec « Votre Altesse » (elle conseillera plus tard Liane de Pougy, née Anne-Marie Chassaigne, de faire de même, notamment en rajoutant une particule) et se jure de ne jamais prendre mari et de s'extraire de son milieu social en gagnant de l'argent. Elle profite des « brésiliens », les clients étrangers visitant Paris et aspire à faire partie des « archidrôlesses », une bande de courtisanes vénales.
Jacques Offenbach repère Valtesse alors qu’elle incarne un petit rôle aux Bouffes-Parisiens et lui propose de jouer dans ses pièces. Elle débute sur scène en jouant le rôle d'Hébé dans Orphée aux Enfers. Un critique la juge alors « rousse comme une vierge du Titien et très timide ».

### Courtisane du Tout-Paris

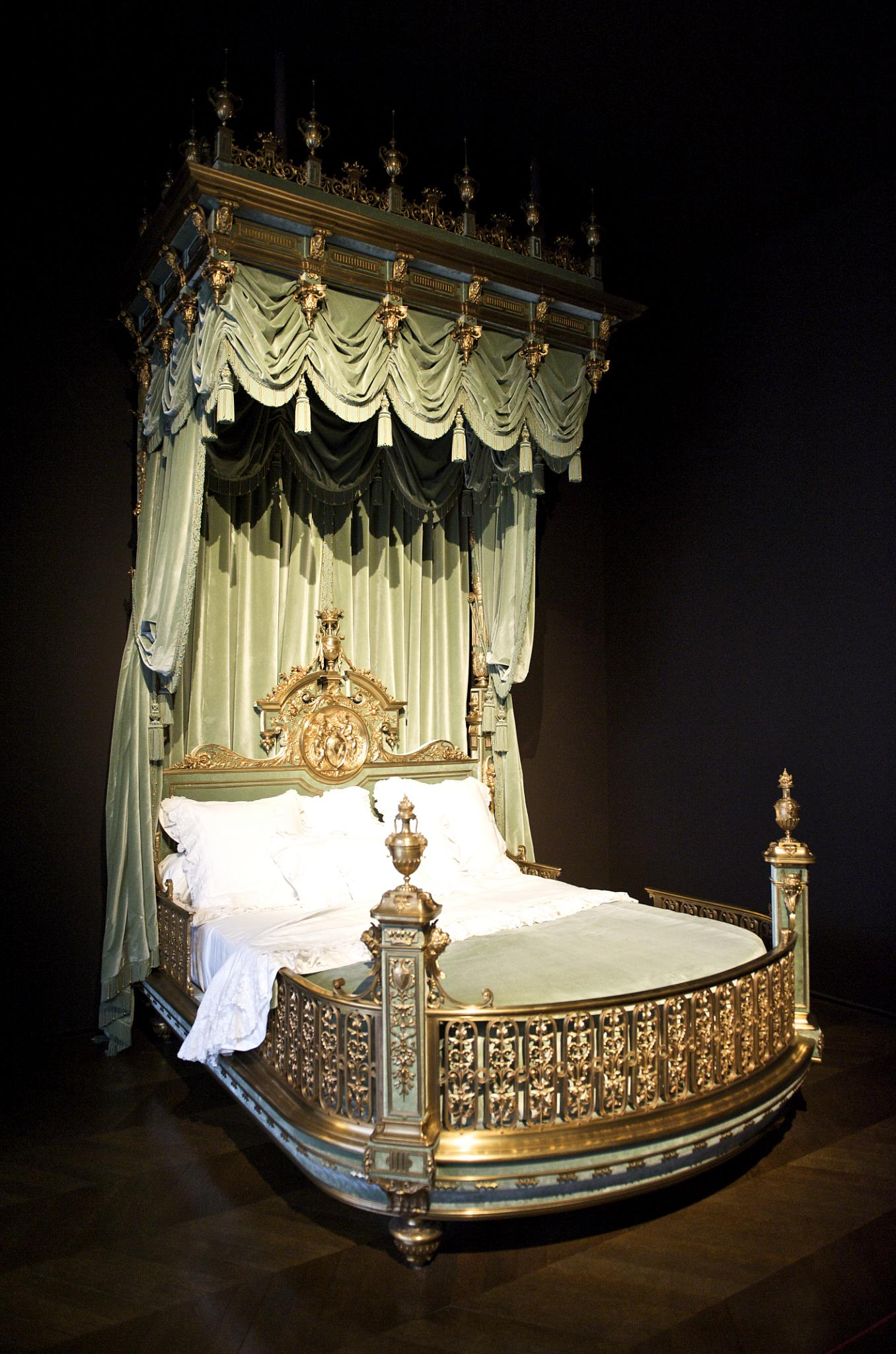
Le lit de parade de Valtesse de La Bigne par Édouard Lièvre (vers 1875), Paris, musée des Arts décoratifs.

Maîtresse du compositeur, elle accède grâce à lui aux restaurants à la mode. Elle se rend, comme Zola, Flaubert et Maupassant, chez Bignon (l'ancien Café de Foy) ou au Café Tortoni. Mais le siège de Paris, durant la guerre franco-prussienne de 1870-1871, affame les Parisiens ; on y mange des rats, ce qui n’étouffe en rien les aspirations de Valtesse. Connu dans le Tout-Paris pour son humour cinglant, le journaliste, chroniqueur et écrivain Aurélien Scholl écrit : «  Pendant le siège de Paris, toutes les femmes ont mangé du chien. On pensait que cette nourriture leur inculquerait des principes de fidélité. Pas du tout ! elles ont exigé des colliers, ! »
À la fin de la guerre, Valtesse ne tarde pas à se lancer dans la courtisanerie de haut vol. Elle quitte Offenbach et jette son dévolu sur le prince Lubomirski, obtient qu’il l’installe dans un appartement rue Saint-Georges, le ruine, le quitte et enchaîne les amants riches qu'elle dépouille les uns après les autres ; comme le très dandy prince de Sagan qui finança l'hôtel particulier du 98, boulevard Malesherbes, à l'angle de la rue de la Terrasse, construit par l'architecte Jules Février.
Surnommée « Rayon d'or », elle est raffinée, s'intéresse aux arts et à la littérature. Elle s'achète un carrosse avec lequel elle circule dans Paris. Elle acquiert une somptueuse maison à Ville-d'Avray dans laquelle elle reçoit, où sont accrochés des tableaux commandés au peintre Édouard Detaille figurant les membres fictifs de la « famille de la Bigne » qu'elle s'est inventée.
En 1876, Valtesse de la Bigne publie chez Dentu, son roman autobiographique, Isola signé « Ego » par fidélité à sa devise, mais il n'obtient pas un grand succès.
Elle obtient en 1882 que l'orthographe de son état civil soit rectifié en « de la Bigne », et obtient également qu'une mention marginale rectificative d'orthographe figure sur l'acte de naissance de sa mère Victoire Émilie Delabigne : « Par jugement sur requête en date du 3 juin 1882, le tribunal civil de Lisieux a décidé que le nom patronymique Delabigne écrit en un seul mot dans l'acte ci-contre, devoir s'écrire en trois mots "de la Bigne" tant pour la demoiselle Victoire Émilie de la Bigne que pour le nom de son père figurant au dit acte et a ordonné une sur identification de l'acte de naissance de la Delle Victoire Émilie de la Bigne dressée à Orbec le 2 juillet 1820. Pour mention, à Lisieux le 9 juin 1882. »
Sur la demande de Léon Hennique, elle consent à montrer son hôtel particulier à Émile Zola. Sa chambre — et en particulier son lit —, l'inspire pour décrire la chambre de Nana : « Un lit comme s'il n'en existait pas, un trône, un autel où Paris viendrait admirer sa nudité souveraine […]. Au chevet, une bande d'amours parmi les fleurs se pencherait avec des rires, guettant les voluptés dans l'ombre des rideaux. »
À la lecture de Nana, Valtesse est indignée de trouver une telle description de son décor : « quelques traces de bêtise tendre et de splendeur criarde. » Quant au personnage de Nana, elle qui a cru servir d’inspiratrice à l’écrivain, elle le qualifie ainsi : « Nana est une vulgaire catin, sotte, grossière ! »[réf. nécessaire]
Zola a cependant plus de chance qu’Alexandre Dumas fils. Alors que celui-ci demande à Valtesse de La Bigne à entrer dans sa chambre, froidement, elle répond : « Cher Maître, ce n’est pas dans vos moyens ! »

### Une influente amie des artistes

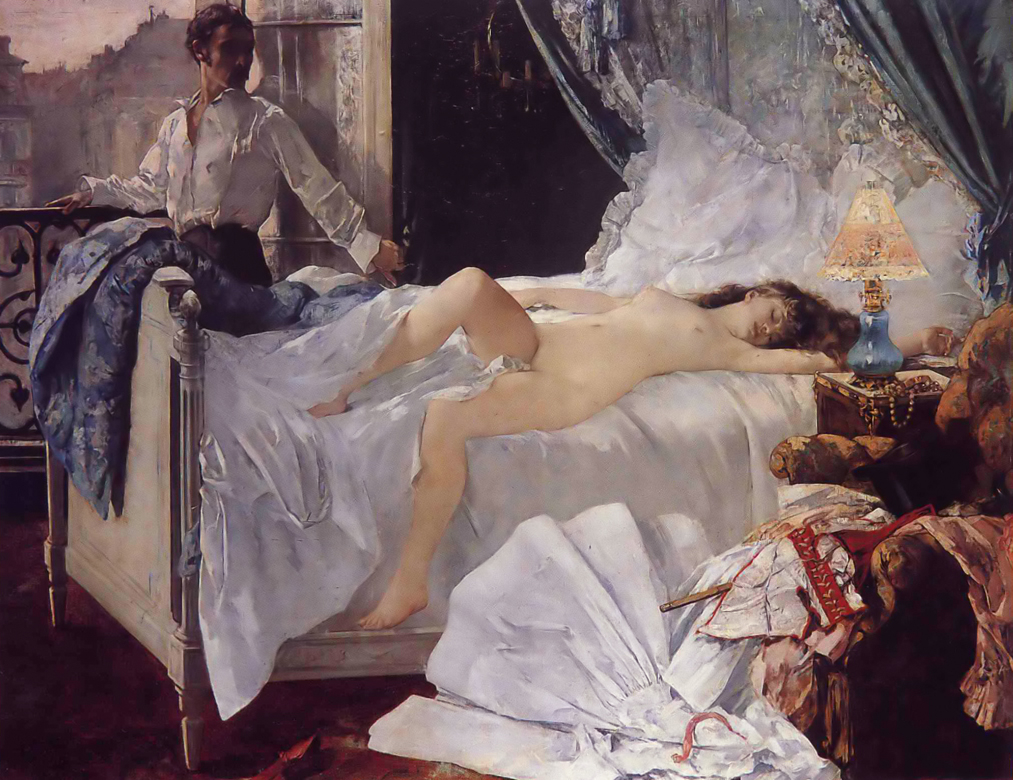
Le tableau «Rolla» du peintre Henry Gervex

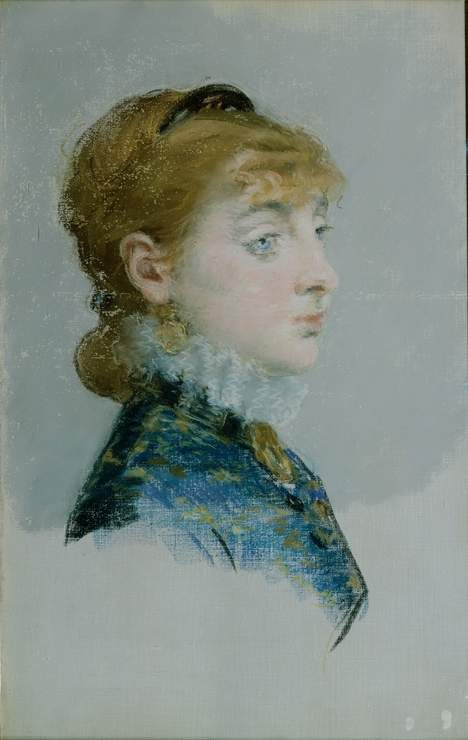
Édouard Manet, Mademoiselle Lucie Delabigne (1859–1910), dite Valtesse de la Bigne (1879), New York, Metropolitan Museum of Art.

Henri Gervex la prend pour modèle pour la courtisane dans son tableau Le Mariage civil, qui décore la salle des mariages de la mairie du 19e arrondissement de Paris. Elle aurait également inspiré l'héroïne du roman d'Hugues Rebell, La Nichina. Elle fut aussi le personnage d'Altesse du roman Idylle saphique de son amie Liane de Pougy.
Valtesse de La Bigne fut l'amie, et parfois l'amante, d'Édouard Manet, Henri Gervex, Édouard Detaille, Gustave Courbet, Eugène Boudin, Alphonse de Neuville, ce qui lui valut le surnom de « l'Union des Peintres » ou « Altesse de la Guigne »[réf. nécessaire]. Elle pose pour Manet, Gervex ou Forain, et Detaille emménage près de chez elle, boulevard Malesherbes. Elle fréquente aussi les écrivains comme Octave Mirbeau, Arsène Houssaye, Pierre Louÿs, Théophile Gautier ou encore Edmond de Goncourt qu'elle renseigne pour sa Chérie.
Henri Gervex peint en une toile célèbre, représentant un jeune homme désespéré contemplant une jeune femme nue et endormie après leurs ébats. Inspiré par le poème d'Alfret Musset qui décrit un jeune homme fou amoureux d'une demi-mondaine, sur le point de se suicider en sautant par le balcon après avoir dépensé toutes ses économies pour payer une nuit avec cette jeune femme. La jeune femme du tableau peint par Gervex représenterait Valtesse de la Bigne,.
Décomplexée, elle affiche une grande liberté d'esprit et prend pour amante une autre courtisane, Liane de Pougy.
Voisine de Léon Gambetta à Ville-d'Avray, elle demande à le rencontrer. Bien que bonapartiste, elle milite auprès de lui pour que la France garde le Tonkin. Elle connaît la géopolitique du lieu, entretenant une correspondance avec un ancien amant, Alexandre de Kergaradec, devenu consul de France à Hanoï et qui lui avait envoyé de nombreux cadeaux, dont une gigantesque pagode. Le 9 juin 1885, la France reconnaît le protectorat français sur l'Annam et le Tonkin.
Elle amassa une vaste collection d'art dont une bonne partie fut vendue aux enchères à l'hôtel Drouot du 2 au 7 juin 1902. Elle ne légua au musée des Arts décoratifs de Paris que son remarquable lit de parade en bronze créé en 1877 par Édouard Lièvre, conservé au musée depuis 1911.

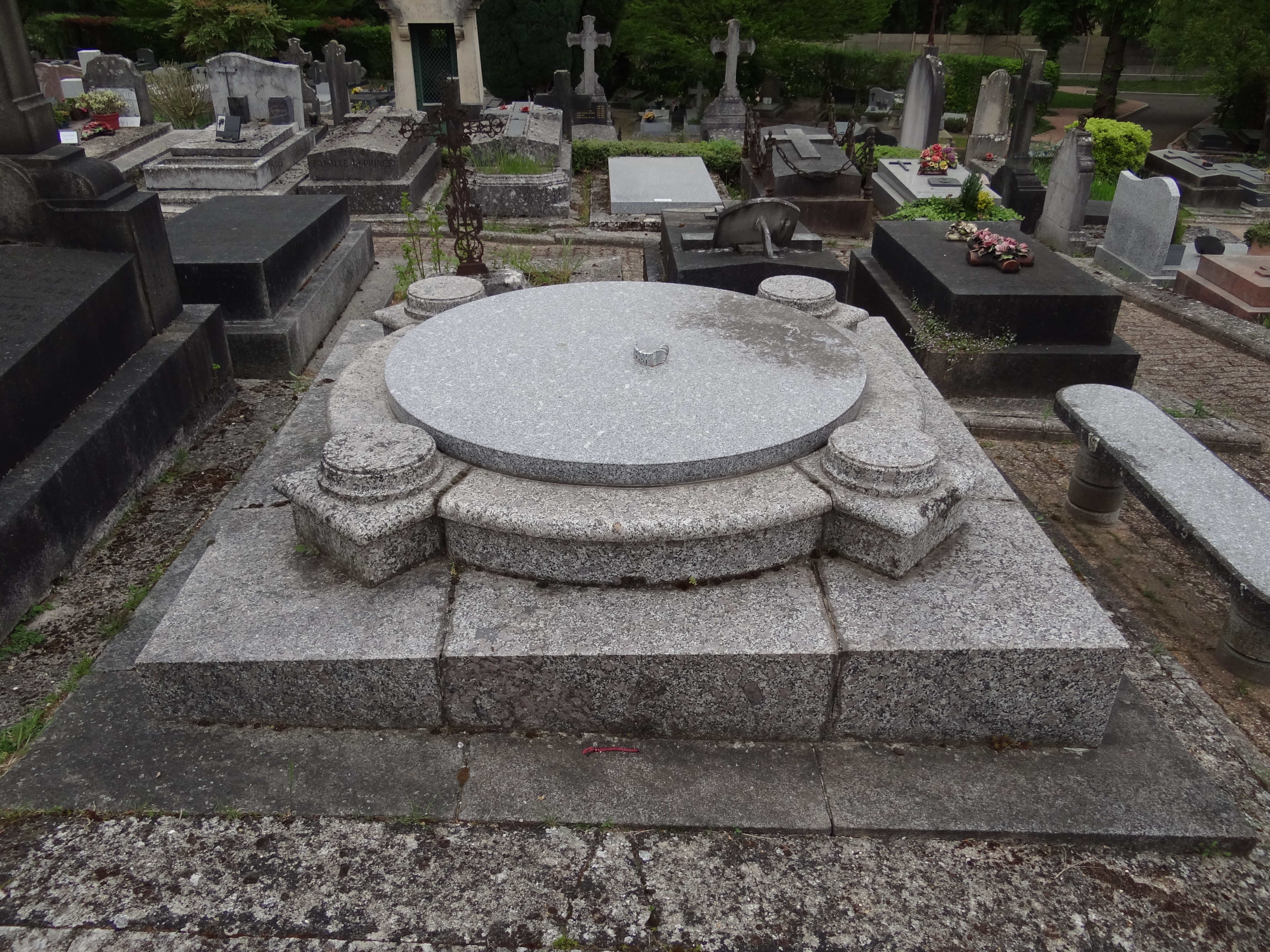
La tombe de Valtesse de La Bigne au cimetière de Ville-d'Avray (Hauts-de-Seine).

Elle roule en voiture, fait construire la villa des Aigles à Monte-Carlo, vend son hôtel particulier boulevard Malesherbes et vit principalement à Ville-d'Avray, où elle forme des jeunes filles souhaitant suivre son chemin. En 1910, une de ses veines éclate et elle meurt peu de temps après. Sur ses faire-part de décès, elle fait écrire : « Il faut aimer peu ou beaucoup, suivant sa nature, mais vite, pendant un instant, comme on aime le chant d'un oiseau qui parle à votre âme et dont le souvenir s'éteint avec la dernière note, comme on aime les teintes empourprées du soleil, au moment où il disparaît à l'horizon ». Elle est enterrée dans une sépulture ouvragée du cimetière de Ville-d'Avray, avec deux hommes inconnus.

## Iconographie
- Édouard Manet, Mademoiselle Lucie Delabigne (1859–1910), dite Valtesse de la Bigne, 1879, pastel, 55,2 × 35,6 cm, New York, Metropolitan Museum of Art[16].
- Henri Gervex, Valtesse de La Bigne, 1889, huile sur toile, Paris, musée d'Orsay[17].